# 暴風
| 0    | 1 | 2 | 3 | 4 | 5 | 6    | 7 | 8 | 9    | 10 | 11   | 12 |
| ---- | - | - | - | - | - | ---- | - | - | ---- | -- | ---- | -- |
| 無風 |   |   |   |   |   | 強風 |   |   | 烈風 |    | 暴風 |    |

根據香港天文台的定義，暴風（Storm）的定義是指風力達蒲福氏風級10級至11級，即每小時88至117公里，相當於每小時48至63海里或每秒24至33米的風力。在澳門，蒲福氏風級10級的風力稱為「狂風」，而「暴風」（Violent storm）只代表11級的風力。較暴風風力低一級的，是烈風，而高一級的則是颶風。

## 相對的熱帶氣旋分級
在西北太平洋，其中心附近最高持續風力達暴風程度的熱帶氣旋，會被分級為強烈熱帶風暴（Severe Tropical Storm）。強烈熱帶風暴中心附近最高持續風力達每小時88至117公里，對陸地影響為中等。

## 相對的熱帶氣旋警告信號

### 香港
當熱帶氣旋令香港風力達暴風程度，香港天文台會維持發出八號烈風或暴風信號而非九號烈風或暴風風力增強信號，因八號信號含意已包括暴風在內，意指風力會達每小時63至117公里。只有熱帶氣旋達颱風程度並非常接近香港，香港風力正在或將會有顯著加強，天文台才會考慮發出九號烈風或暴風風力增強信號，但發出九號信號即表示有機會改發十號颶風信號，若最終無需發出十號信號，便會維持九號信號。例如2008年颱風鸚鵡，雖然正面吹襲香港，然而它在登陸香港前一刻減弱為強烈熱帶風暴，香港風力不會增強至颶風程度，因此不必發出十號颶風信號，只需維持九號信號。

### 澳門
當熱帶氣旋令澳門風力達暴風程度，澳門氣象局會維持懸掛八號風球，若熱帶氣旋中心繼續逼近澳門，澳門的持續風速已達每小時63至117公里，且現正或預測將顯著加強，才會發出九號風球。

### 中國大陸
如中國大陸各市縣12小時內可能受熱帶氣旋影響，平均風力達暴風以上程度，或者已經受熱帶氣旋影響，平均風力達暴風程度並可能持續，當地氣象局會發出颱風橙色預警信號。

### 菲律賓
當菲律賓受熱帶氣旋影響，未來24小時內該區風力可達60－120公里／小時（接近烈風至剛達到颶風程度），會發出二號風暴信號。

### 美國
當美國沿海地區會遭受熱帶風暴影響，風力將達烈風至暴風程度，美國國家颶風中心警告會在之前36小時發出熱帶風暴警告。

## 其他相對的信號
如在非熱帶氣旋情況下，中國大陸各市縣（深圳以外的廣東省除外）風力在兩小時内可能或者已經達到暴風或以上的程度，當地氣象局會發出大風橙色預警信號。
如廣東省各市縣（深圳及珠海除外）兩小時內可能受雷雨大風影響，風速達到暴風或以上的程度並伴有雷電，當地氣象局會發出雷雨大風橙色預警信號。
當美國沿岸在非熱帶氣旋情況下，風力將達到暴風程度，美國國家氣象局會發出暴風警告。當預料陸地風力將達到暴風程度，會維持發出大風警告。
當預料澳洲沿岸風力達暴風程度時，澳洲氣象局會發出暴風警告。